# La Terreur des gladiateurs
Pour plus de détails, voir Fiche technique et Distribution.
La Terreur des gladiateurs (Coriolano, eroe senza patria) est un film italo-français de Giorgio Ferroni sorti en 1964.

## Synopsis
Au Ve siècle av. J.-C., Caius Martius dit « Coriolanus » veut se faire élire consul sous l'insistance de ses amis. Mais la population, qu'il a tendance à mépriser, se monte contre lui sous l'influence du tribun Sinicius. Aussitôt accusé de trahison, Martius décide, pour se sauver, de passer à l'ennemi. Il s'apprête à envahir Rome mais en est dissuadé par sa femme et sa mère. Après avoir échappé à un attentat, Martius découvre que le traître est en réalité Sinicius...

## Fiche technique
- Titre original : Coriolano, eroe senza patria
- Titre français : La Terreur des gladiateurs
- Réalisation : Giorgio Ferroni
- Scénario : Remigio Del Grosso
- Directeur de la photographie : Augusto Tiezzi
- Montage : Antonietta Zita
- Musique : Carlo Rustichelli
- Production : Diego Alchimede
- Genre : Péplum
- Pays de production :  Italie,  France
- Durée : 96 minutes
- Dates de sortie :
  - Italie : 5 mars 1964
  - France : 14 octobre 1964[1]

## Distribution
- Gordon Scott (VF : Marc Cassot) : Caius Martius dit « Coriolanus »
- Alberto Lupo (VF : Jean-Claude Michel) : Escinio
- Lilla Brignone  (VF : Lucienne Givry) : Volumnia
- Philippe Hersent (VF : Yves Brainville)  : le Consul Cominius
- Rosalba Neri  (VF : Maria Tamar) : Virginia
- Aldo Bufi Landi (VF : Michel Gudin) : Marco
- Angela Minervini (VF : Sophie Leclair) : Livia
- Pierre Cressoy (VF : Gabriel Cattand) : Tullus Aufidius
- Gaetano Quartararo  (VF : Jacques Deschamps) : Larcius
- Nerio Bernardi  (VF : Lucien Bryonne ) : Sénateur Melenius
- Tullio Altamura (en)  (VF : Albert Medina) : Codius
- Valerio Tordi : Brutus
- Piero Pastore  (VF : Jean Violette)  : Furius
- Fortunato Arena : Domestique d'Aufidius
- Sal Borgese : Tullius
- Diego Michelotti (VF : Gérard Ferat) : Junius Brutus
- Nello Pazzafini  : Prisonnier barbare